# Robert Southwell (diplomat)
Sir Robert Southwell, angleški diplomat in akademik, * 31. december 1635, † 11. september 1702.
Med letoma 1690 in 1695 je bil predsednik Kraljeve družbe.